# Bisbat de Terol i Albarrasí

Mapa del Bisbat de Terol i Albarrasí

El bisbat de Terol i Albarrasí (en llatí: Dioecesis Terulensis et Albarracinensis) és una diòcesi de l'Arquebisbat de Saragossa en part coincident amb la província de Terol, arquebisbat al qual pertanyen directament certes comarques del nord de Terol com el Matarranya. Té dues catedrals, una a Albarrasí (Catedral d'Albarrasí), i una altra a Terol (Catedral de Santa Maria de Terol). L'any 1955, en aplicació del concordat del 1953, Calamocha, Monreal del Campo i nuclis menors a la rodalia van deixar de pertànyer a l'Arxiprestat de Daroca (directament pertanyent a l'Arquebisbat de Saragossa) i van passar a dependre del Bisbat de Terol. El 1984 el papa Joan Pau II va ordenar la creació de la «diòcesi de Terol i Albarrasí» amb la butlla Cum Nostrum que va establir la unió aeque principaliter del bisbat de Terol amb el bisbat d'Albarrasí. La diòcesi resultant es va fundar l'any 1985.
Bisbes
- Maximiliano Fernández del Rincón y Soto Dávila (1891-94)
- Anselmo Polanco Fontecha (1935-39)